# Sofia Shinas
Sofia Shinas (n. 17 ianuarie 1973, Windsor, Ontario) este o actriță de film și televiziune, cântăreață și cantautoare canadiană de origine greacă. Ea este cunoscută mai ales pentru hit-ul său, "The Message", dar și pentru rolul lui Shelly Webster în The Crow.

## Filmografie
| Film        | Film                                | Film                        | Film                            |
| An          | Film                                | Rol                         | Note                            |
| ----------- | ----------------------------------- | --------------------------- | ------------------------------- |
| 1994        | Corbul                              | Shelly Webster              |                                 |
| 1994        | Terminal Velocity                   | Broken Legs Max             |                                 |
| 1995        | Hourglass                           | Dara Jensen                 |                                 |
| 1996        | Ripper Man                          | Gena                        |                                 |
| 1996        | Dilemma                             | Lydia Cantrell              |                                 |
| 1997        | Hostile Intent                      | Gina                        | Alternative title: Lethal Games |
| 2000        | Red Shoe Diaries 12: Girl on a Bike | Woman on Train              | Segment: "Borders of Salt"      |
| 2004        | Planet of the Pitts                 | Fay Kennedy NBC News Anchor |                                 |
| 2009        | DaZe: Vol. Too (sic) - NonSeNse     | Rosabel                     |                                 |
| Televiziune |                                     |                             |                                 |
| An          | Titlu                               | Rol                         | Note                            |
| 1994        | Red Shoe Diaries                    | Woman on Train              | 1 episod                        |
| 1998        | The Hunger                          | Claire                      | 1 episod                        |
| 1995–1998   | The Outer Limits                    | Mary 25/Valerie 23          | 2 episoade                      |

## Discografie

### Albume
- 1992: Sofia Shinas

### Single-uri
- 1992: "The Message"
- 1992: "One Last Kiss"
- 1992: "State of Mind (You Make Me Feel Good)"